# 제이퀀
제이 퀀(J-Kwon)(본명:Jarrell Jones 출생:1986년 ~ )은 미국의 랩퍼이다.그는 2005년 히트싱글 "Tipsy"를 보유하고 있다.

## 생애
그는 12살때부터 마약딜러로 일하기 시작했다.그는 집이없어 친구의 집이나, 자동차에서 잤고,종종 랩배틀에 나가 그걸로 생활을 유지했다.2004년 첫앨범 "Hood Hop"을 발매했으며,이 앨범은 빌보드 200에서 7위를 기록하며, 랩퍼로서는 적지 않은 성공을 하게 된다.
2005년 영화 《트리플 엑스 : 스테이트 오브 유니언》에 O.S.T인 "Get XXXd"를 제작, 2008년에는 바우 와우의 곡 "Fresh Azimiz"에 참여했다.
2010년 2월 그와의 연락이 두절됐으며, 소속사측에서는 실종됐다고 발표했다.